# 斑點蛇石首魚
斑點蛇石首魚為輻鰭魚綱鱸形目鱸亞目石首魚科的其中一種，分布中西大西洋區，包括波多黎各、巴拿馬至巴西海域，體長可達25公分，棲息在沿海海域，可做為食用魚。